# Samtökin '78
Samtökin '78 è un'organizzazione islandese di gay e lesbiche. Offre consulenza, incontri sociali, organizza balli ed è membro della commissione del Reykjavík Gay Pride. 
L'organizzazione è stata un fattore chiave per la lotta a favore di un ampliamento dei diritti gay nella nazione fin dalla sua fondazione, avvenuta nel 1978 (da qui il nome).
Questo attivismo ha portato l'Islanda a una situazione dei diritti garantiti agli omosessuali pressoché identica a quella garantita agli eterosessuali.